# Orselina
Orselina est une commune suisse du canton du Tessin, située dans le district de Locarno.
La commune, avec celle de Muralto, est connue pour abriter le sanctuaire du Mont Sacré de la Madonna del Sasso.

Photo aérienne (1953)